# HMS Tyne
El HMS Tyne fue una corbeta del Reino Unido que formó parte de la ocupación británica de las islas Malvinas junto con la corbeta HMS Clio. Tenía 28 cañones, casco de madera y propulsión a vela. Pese a ser asignada «de asistencia», la Tyne no formó parte directa de la invasión británica a Puerto Soledad, pero pasó por allí días después de la partida de la Clio.
También hubo una segunda nave con el nombre de HMS Tyne, un buque de vapor que formó parte de la flota de la Marina Real Británica desde 1855 con un porte de 2.184 toneladas.

## Historia

### Comandantes
Fue botada el 30 de noviembre de 1826. Entre mayo de 1828 y junio de 1830 fue comandada por el capitán Richard Grant. Entre el 21 de octubre de 1830 y enero de 1834 por el capitán Charles Hope, sirviendo en América del Sur. Desde entonces sirvió en el mar Mediterráneo. Entre 1837 y 1841 su capitán fue John Townshend; hacia 1843 era William Nugent Glascock, y el último, desde 1855 fue el comandante Peter Wellington.

### Malvinas

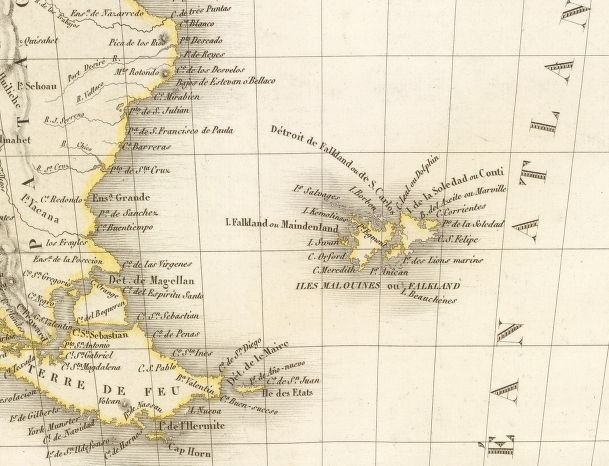
Islas Malvinas en un mapa francés de 1833.

En agosto de 1832, eligiendo un momento propicio, el primer ministro británico, lord Palmerston, por sugerencia del Almirantazgo británico y el Foreign Office, ordenó enviar al contraalmirante Thomas Baker, jefe de la estación naval sudamericana en Río de Janeiro, la orden de tomar el control sobre el archipiélago de Malvinas. Baker envió a John Onslow a tomar las islas como capitán del HMS Clio.
Baker despachó el 28 de noviembre a la corbeta de quinta HMS Clio, con el capitán Onslow al mando, reforzada con la corbeta de sexta HMS Tyne:

(...) con el objeto de ejercer los derechos de soberanía sobre dichas islas [Malvinas], y de actuar allí, en consecuencia, como una posesión que pertenece a la corona de Gran Bretaña.

 Agregaba que, de encontrarse con fuerzas militares enemigas, debería considerarlas como «intrusos ilegales» y actuar por la fuerza militar.
El 2 de enero de 1833, el Reino Unido ocupó las islas, expulsando a las autoridades, guarnición militar y parte de la población civil argentina de la colonia de Puerto Soledad. Unos días más tarde Onslow partió de las islas sin más instrucciones que cumplir, pues había izado la bandera británica y tomado posesión del archipiélago. El HMS Tyne pasó brevemente por Puerto Soledad días después de la partida de la Clio, el 15 de enero.
Luego de Malvinas, el HMS Tyne sirvió en el Mediterráneo hasta que fue dada de baja en 1862.